# Drymaplaneta semivitta
Drymaplaneta semivitta es una especie de cucaracha del género Drymaplaneta, familia Blattidae, orden Blattodea.

## Distribución
Se distribuye por Oceanía: Australia Occidental y Meridional y Nueva Zelanda.

## Taxonomía
Fue descrita por Walker, F. en 1868 y publicada en Walker, F. 1868. Catalogue of the Specimens of Blattariae in the Collection of the British Museum, British Museum (Natural History), London 239.